# 푸드 리퍼블릭

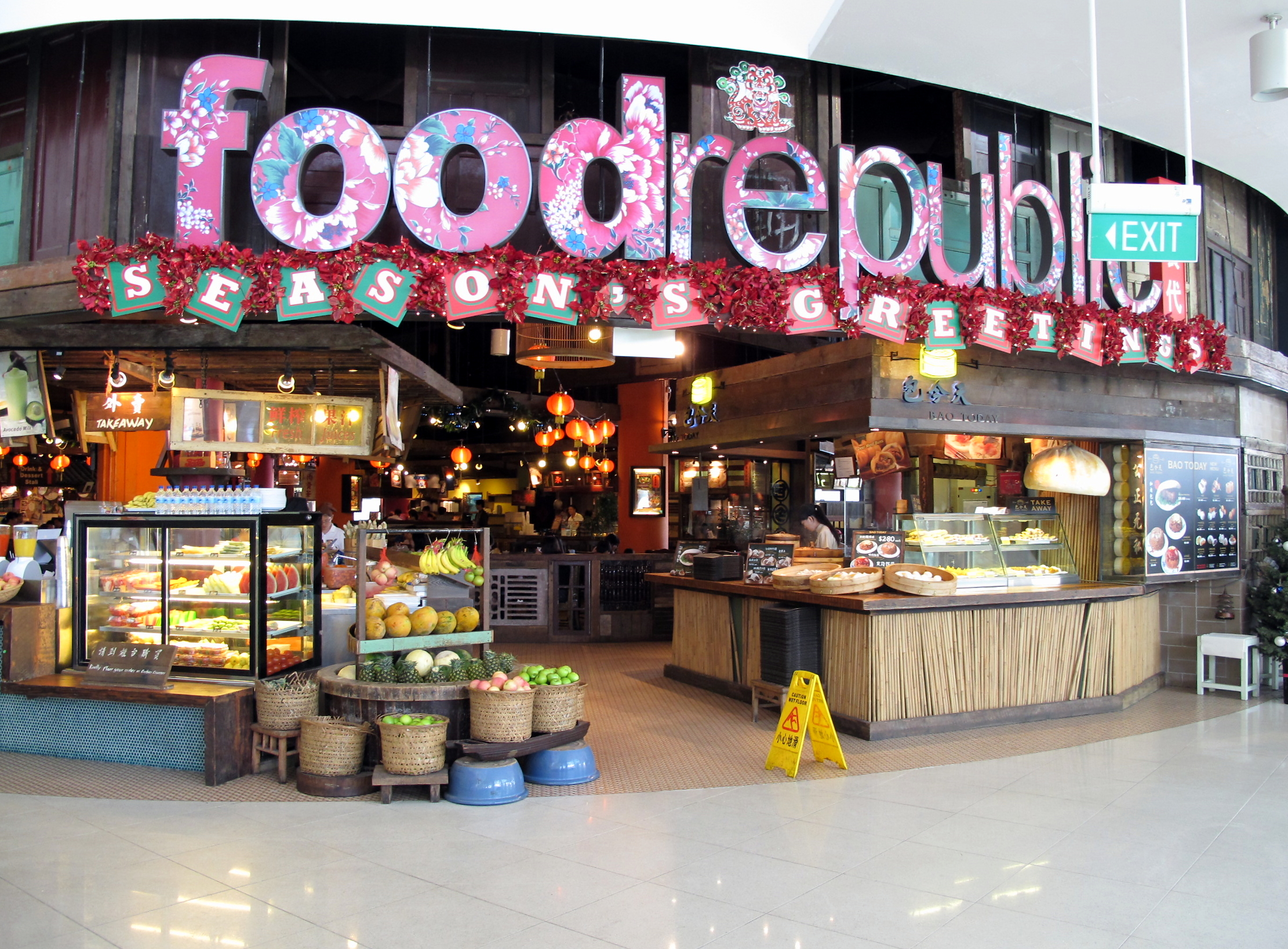
비보시티점

푸드 리퍼블릭(중국어: 大食代, 병음: Dàshídài, 영어: Food Republic)은 싱가포르의 푸드 코트 체인으로, 브레드토크가 운영한다. 홍콩에서도 운영중이다.